# 阎长泰
阎长泰（1917年—？），男，山东利津人，中国化学教育家、分析化学家，曾任山东大学化学系系主任、教授，中国化学会理事。